# صوفي أنطوانيت من براونشفايغ-فولفنبوتل
صوفي أنطوانيت من براونشفايغ-فولفنبوتل (الألمانية:Sophie Antoinette von Braunschweig-Wolfenbüttel؛ 23/13 أكتوبر 1724 - 17 مايو 1802)؛ كانت العاشرة من أصل 17 ابناً لفرديناند ألبرخت الثاني دوق براونشفايغ لونيبورغ والأميرة أنطوانيت أمالي شقيقة الإمبراطورة إليزابيث كريستين.

## الزواج والذرية
في 23 أبريل 1749 أصبحت متزوجة من إرنست فريدرش، دوق ساكس-كوبورغ-سالفيلد أحد أفراد سلالة فتين العريقة؛ كان من أحفادها البارزين الأمير ألبرت وفيكتوريا ملكة المملكة المتحدة وفرناندو الثاني ملك البرتغال وكارلوتا إمبراطورة المكسيك وليوبولد الثاني ملك بلجيكا وفرديناند الأول ملك بلغاريا.
- فرانتس فريدرخ أنطون دوق ساكس-كوبرغ-زالفلد (15 يوليو 1750 - 9 ديسمبر 1806)؛ خلفاً لوالده، هو والد ليوبولد الأول ملك بلجيكا.
- كارل فيلهلم فرديناند (21 نوفمبر 1751 - 16 فبراير 1757).
- فريديريكه يوليانه (14 سبتمبر 1752 - 24 سبتمبر 1752).
- كارولينه أولريكه أمالي (19 أكتوبر 1753 - 1 أكتوبر 1829)؛ راهبة في غاندرسهايم.
- لودفيغ كارل فريدرخ (2 يناير 1755 - 4 مايو 1804).
- فرديناند أوغست هاينريخ (12 أبريل 1756 - 8 يوليو 1758).
- فريدرخ (4 مارس 1758 - 26 يونيو 1758).